# Бризгалово (Вавозький район)
Бризга́лово (рос. Брызгалово) — село у Вавозькому районі Удмуртії, Росія.

## Населення
Населення — 313 осіб (2010; 381 в 2002).
Національний склад (2002):
- росіяни — 55 %
- удмурти — 44 %

## Господарство
У селі діє середня школа, дитячий садочок, фельдшерсько-акушерський пункт, сільський будинок культури, бібліотека та ветеринарний пункт. На річці Седмурча створено Бризгаловський став.
Урбаноніми:
- вулиці — Зарічна, Зелена, Клубна, Молодіжна, Центральна, Шкільна
- провулки — Клубний